# Estavayer-le-Lac
Pour les articles homonymes, voir Estavayer (homonymie).
Estavayer-le-Lac (Thavalyi-le-Lé  en patois fribourgeois) est une localité et une ancienne commune suisse du canton de Fribourg, chef-lieu du district de la Broye.

## Histoire

Photo aérienne (1964).

Bien que les fouilles archéologiques soient très peu nombreuses, il peut être établi que le territoire de la commune a connu l'occupation humaine en tout cas dès le Mésolithique (8000 - 5500 avant Jésus-Christ). L'occupation des rives est dense durant le Néolithique et la fin de l'âge du bronze. Durant les autres périodes, le niveau du lac a repoussé l'implantation des habitats sur les hauteurs. Les sondages de l'autoroute A1 révèlent de nombreuses traces d'occupation protohistorique et plusieurs habitats. Des tombes furent exhumées et leur mobilier atteste peut-être d'un établissement du haut Moyen Âge. Le patronyme de la paroisse, Saint-Laurent, suggère la création d'un lieu de culte déjà à cette époque.

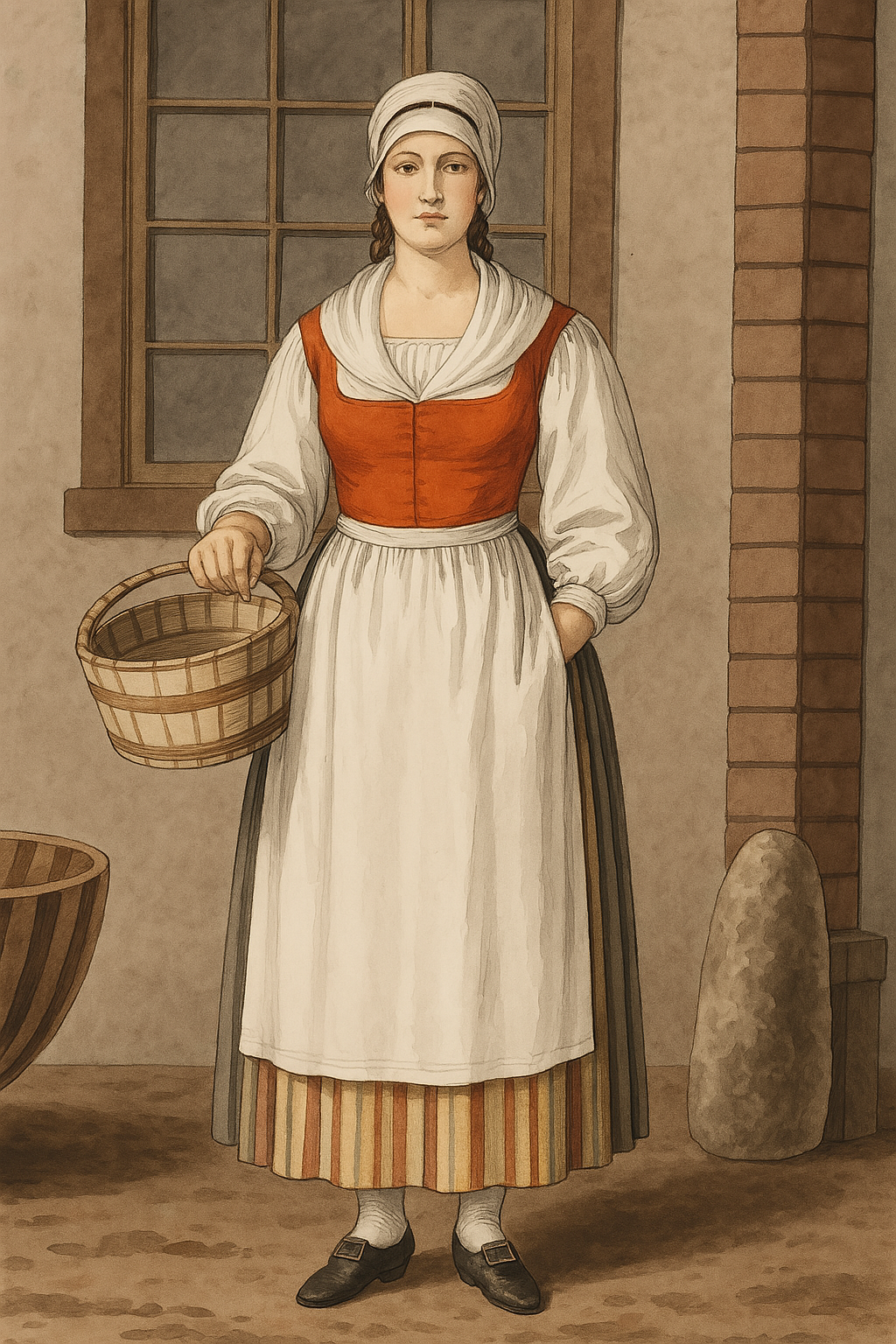
Costume traditionnel féminin d'Estavayer, qui était porté dans toute la Seigneurie.

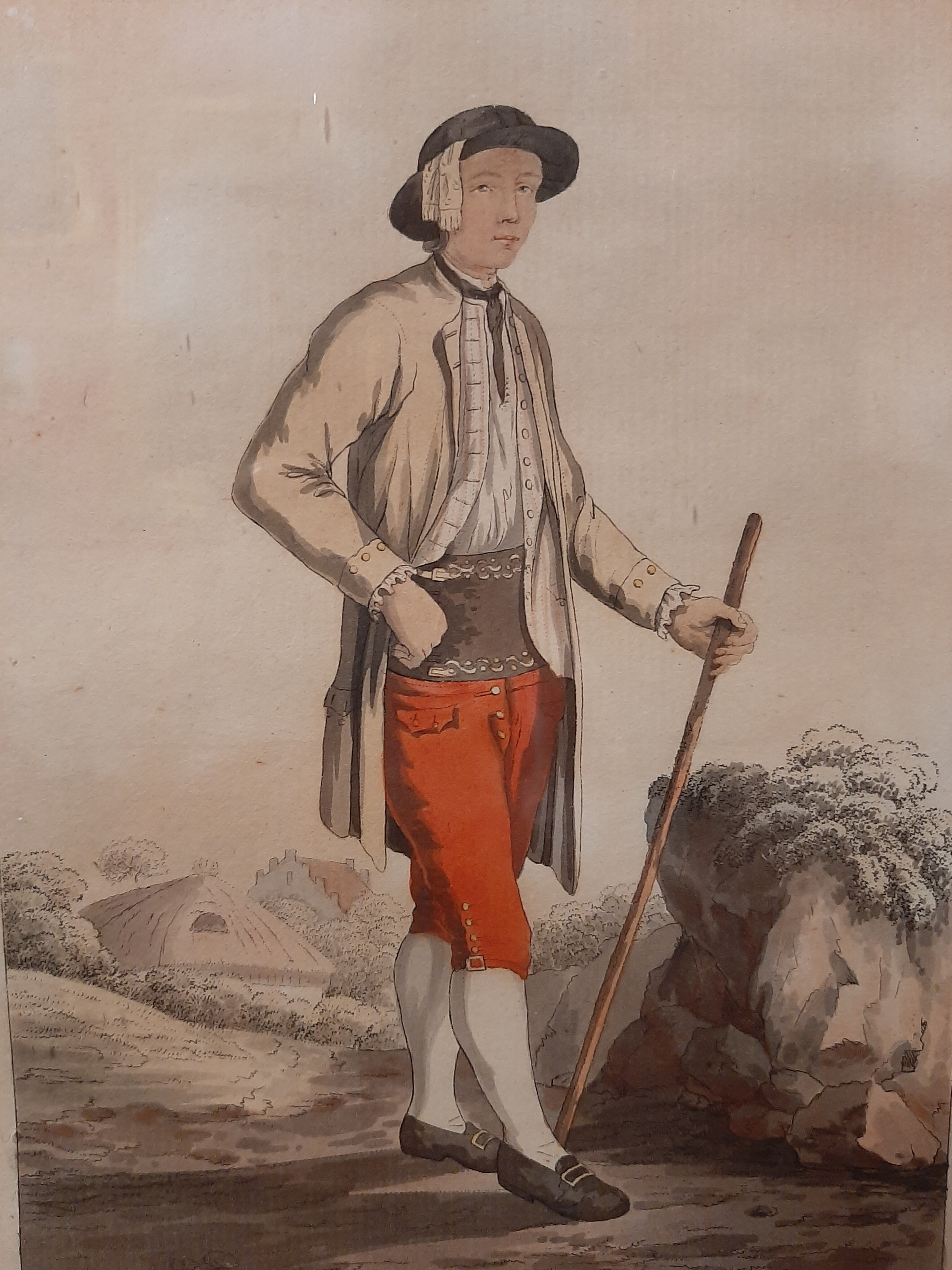
Paysan de la Broye fribourgeoise.

Le 1er janvier 2017, la commune fusionne avec celles de Bussy, de Morens, de Murist, de Rueyres-les-Prés, de Vuissens et de Vernay pour former la nouvelle commune d'Estavayer.

## Géographie
Estavayer-le-Lac est située au bord du lac de Neuchâtel.
Estavayer-le-Lac s'étend sur 8,89 km. 33,3 % de cette superficie correspond à des surfaces d'habitat ou d'infrastructure, 55,6 % à des surfaces agricoles, 6,1 % à des surfaces boisées et 5 % à des surfaces improductives.

## Transport
La ligne de la Broye transversale est une ligne ferroviaire des Chemins de fer fédéraux suisses mise en service le 25 août 1876 par les chemins de fer de la Suisse Occidentale qui relie la gare d'Yverdon à celle de Fribourg. La gare d'Estavayer-le-Lac est ouverte en 1877 sur les pentes douces de « en Fussy ».

## Démographie
Estavayer-le-Lac compte 6 208 habitants en 2023. Sa densité de population atteint 698 hab./km2.
Le graphique suivant résume l'évolution de la population d'Estavayer-le-Lac entre 1850 et 2008 :

## Tourisme
Outre les petites rues de la cité médiévale, la ville offre également plusieurs excursions via le vaste réseau pédestre balisé au bord du lac et dans la campagne, ainsi que la découverte de la réserve naturelle de la Grande Cariçaie et le Musée d'Estavayer-le-Lac et ses grenouilles. Le petit train de la ville permet de découvrir cette petite cité médiévale en y faisant un tour avec quelques dates et lieux clés.

## Lieux et monuments
- Le monastère des dominicaines[5], primitivement fondé en 1290 à Eschissié près de Lausanne, puis transféré à Estavayer-le-lac en 1316. La communauté de moniales dominicaines est affiliée à la Fédération Notre-Dame des Prêcheurs[6].
- Le château de Chenaux.
- La collégiale Saint-Laurent.
- Le musée d'Estavayer-le-Lac et ses grenouilles expose une collection de grenouilles naturalisées. Les batraciens évoquent avec une pointe d’humour des scènes de la vie quotidienne du XIXe siècle.

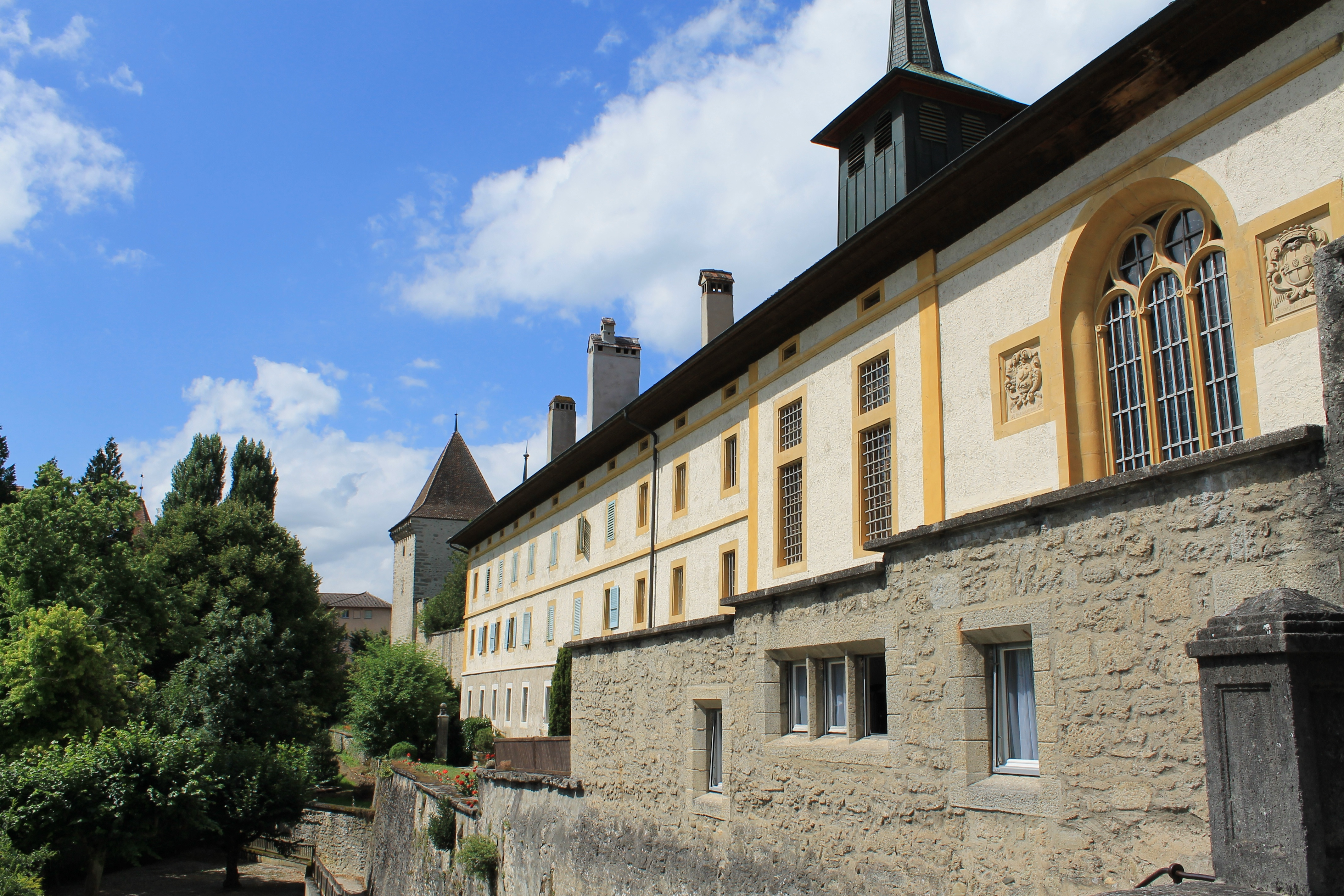
Monastère des dominicaines.
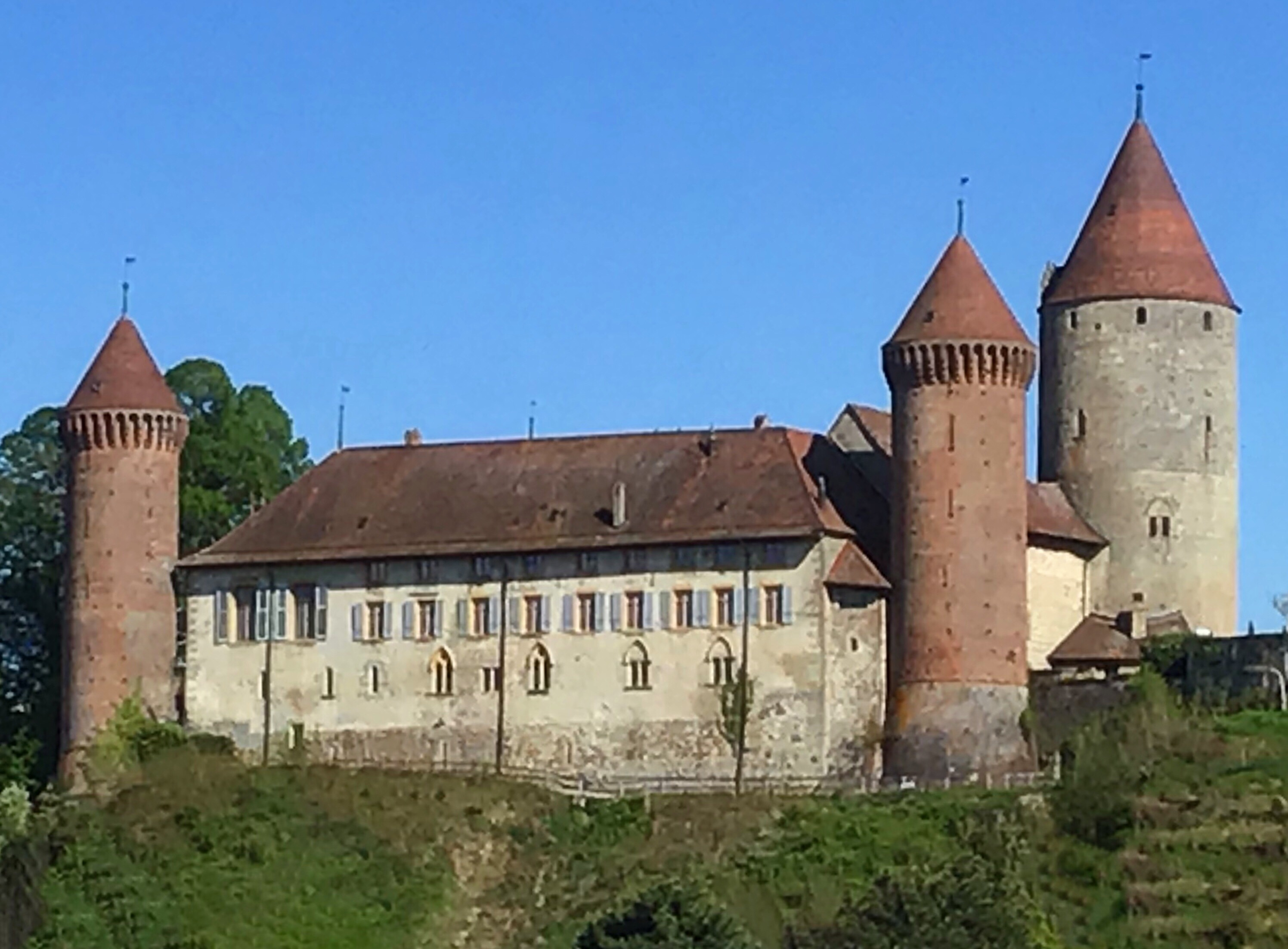
Le château de Chenaux.
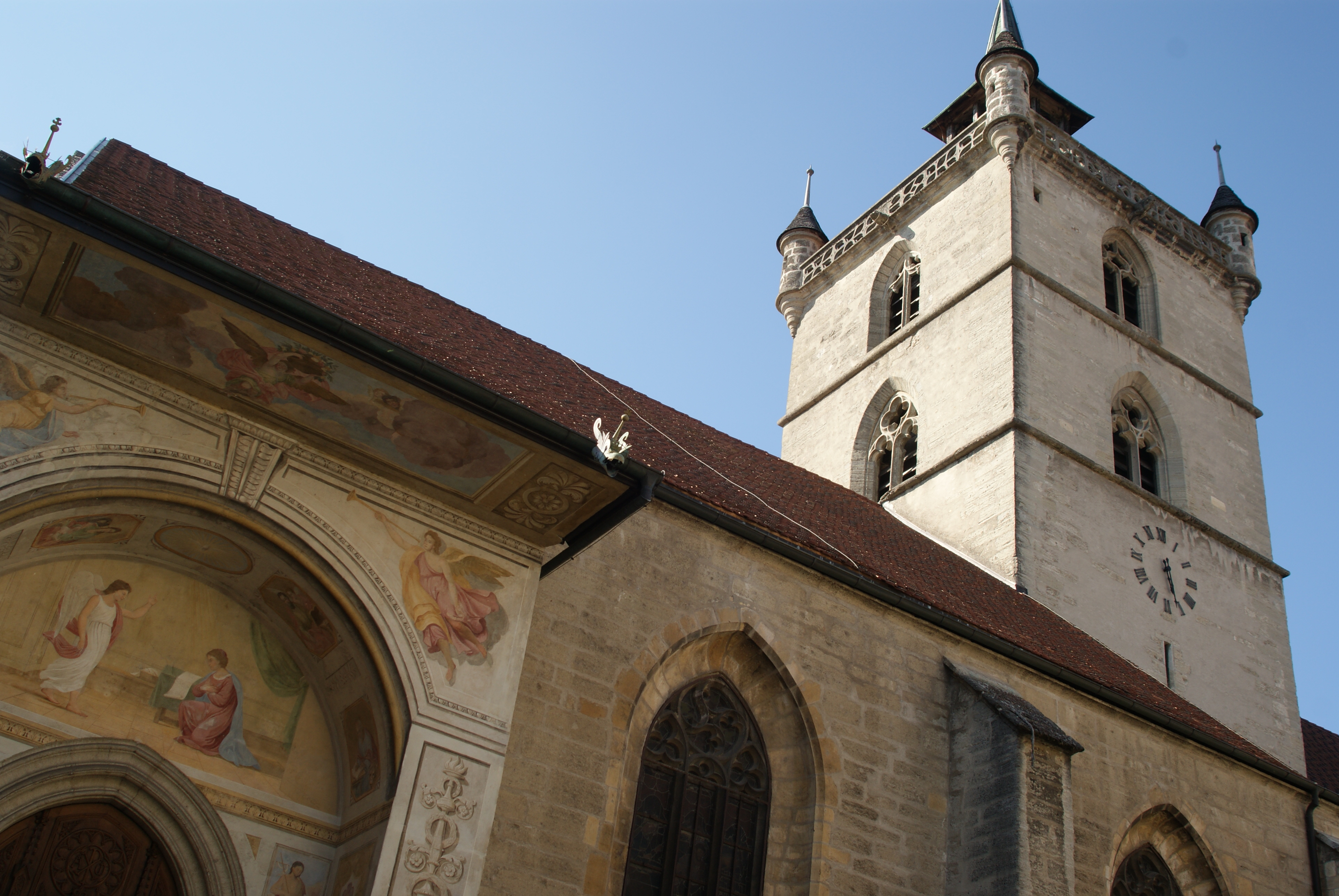
La collégiale Saint-Laurent.

## Attractions
- les campings
- les plages
- les bars des plages et centre-ville (Alphasurf, Ripper, Pub du Cerf, Le Moulinet, New Port discothèque, etc.)
- la plongée sous-marine
- le téléski nautique qui permet de pratiquer le ski nautique sans bateau
- la planche à voile
- le festival Estivale Open Air
- le festival Swing in The Wind
- le festival du jeu Ludimaniak
- le carnaval[7] (entre février et mars)
- la pendaison de la perche[7] (un mois avant le carnaval)
- le marché (fin du mois de juillet)
- la Bénichon (fin du mois d'août)
- la brocante (mi-août)
- le festival sportif Wake The Beach Up
- le festival d'art urbain Arti'choke

## Personnalités
- Alfred Chassot, (né en 1846 à Estavayer-le-Lac), homme politique fribourgeois, syndic d'Estavayer de 1888 à 1893, membre du Conseil d'État du canton de Fribourg.
- Antoine-Joseph Chaney, né en 1757 à Estavayer-le-Lac, révolutionnaire et administrateur français d'origine suisse.
- Jean-Claude Périsset (né le 13 avril 1939, à Estavayer-le-Lac), archevêque titulaire de Justiniana Prima (de), nonce apostolique du Saint-Siège en Roumanie et en Moldavie (en), jusqu'en septembre 2007. Nonce apostolique du Saint-Siège en Allemagne, depuis le 15 octobre 2007.
- Chevalier Humbert de Savoie (v. 1377-1443) appelé le Bâtard de Savoie (demi-frère du Grand Amédée VIII de Savoie), fils d’Amédée VII de Savoie
- Jules Marmier (né le 15 mars 1874 et mort à Estavayer-le-Lac le 28 juillet 1974), compositeur, violoncelliste, organiste et chef de chœur très actif dans la vie musicale staviacoise durant la première partie du XXe siècle.
- Pierre Kaelin, prêtre, chef de chœur et compositeur, né à Estavayer-le-Lac le 12 mai 1913.
- François Dominique Perrier, militaire.
- Léon Savary, écrivain et journaliste suisse, enterré à Estavayer-le-Lac en 1968.
- Liane de Pougy, danseuse et mondaine de la Belle-Époque, devint en 1943 Anne-Marie Madeleine de La Pénitence à Estavayer-le-Lac.
- Iannis Kyriakidis et Michel Sapin, du trio comique Cabaret Chaud 7a.
- Thérèse Meyer-Kaelin, femme politique, conseillère nationale (1999-2011), conseillère communale (1982-1999) et syndique (1991-1999) de la ville.
- Raynald Droz (né le 8 octobre 1965), militaire, porte-parole de l’armée lors de la crise Covid 19.